# Hydroxylamin
Hydroxylamin ist eine farblose, kristalline anorganische chemische Verbindung. Die Verbindung ist thermisch instabil und wird deshalb nur in wässriger Lösung vertrieben und verwendet.

## Geschichte
Das Hydroxylamin wurde im Jahr 1865 vom deutschen Chemiker Wilhelm Lossen durch die Reduktion von Ethylnitrat mittels Zinngranulat in Gegenwart von Salzsäure entdeckt. Die Reindarstellung gelang 1891 dem niederländischen Chemiker Cornelis Adriaan Lobry van Troostenburg de Bruyn.

## Synthese
Hydroxylamin lässt sich durch Reduktion höherer Oxidationsstufen des Stickstoffs (NO, NO2−, NO3−) mit Wasserstoff, Schwefliger Säure oder elektrischem Strom herstellen. Technisch wird es durch Einleiten eines Gemisches aus Stickstoffmonoxid und Wasserstoff in eine schwefelsaure Suspension eines Katalysators (Palladium oder Platin) auf Aktivkohle hergestellt, die Ausbeute beträgt dabei 90 %.
{\displaystyle \mathrm {2\,NO+3\,H_{2}\rightarrow 2\,NH_{2}OH} }
Eine andere technische Methode ist das Einleiten von Schwefeldioxid in eine Lösung von Ammoniumnitrit in Schwefelsäure bei 0 bis 5 °C. Hierbei entsteht erst Diammoniumhydroxylaminbis(sulfonat) N(SO3NH4)2OH, das sich bei 100 °C durch Wasser langsam in Hydroxylamin und Hydrogensulfat spaltet. Auch bei dieser Methode beträgt die Ausbeute etwa 90 %.
Eine weitere technische Methode ist die elektrochemische Reduktion von Salpetersäure in 50%iger Schwefelsäure.
{\displaystyle \mathrm {HNO_{3}+6\,H^{+}+6\,e^{-}\rightarrow NH_{2}OH+2\,H_{2}O} }

## Reaktionsverhalten
Unter Luftausschluss ist Hydroxylamin einige Wochen haltbar. In wässriger Lösung ist es unter Luftausschluss ziemlich stabil. Bei Anwesenheit von Luftsauerstoff zersetzt sich Hydroxylamin sowohl als Reinstoff als auch in Lösung sehr schnell, oberhalb von 70 °C erfolgt die Zersetzung explosionsartig. Doch selbst konzentrierte Lösungen können heftig explodieren, wie Unglücksfälle in Japan und den USA gezeigt haben.
{\displaystyle \mathrm {3\,NH_{2}OH\rightarrow NH_{3}+N_{2}+3\,H_{2}O} }
Wegen seiner Instabilität wird Hydroxylamin meist in seine Salze (beispielsweise Hydroxylaminhydrochlorid, Hydroxylammoniumsulfat) umgewandelt.
Die vergleichsweise hohen Schmelz- und Siedetemperaturen von Hydroxylamin lassen sich zum einen durch H-Brückenbildung, andererseits durch die teilweise Tautomerisierung zum Aminoxid, das ionische Ladungen trägt, erklären. Außerdem wirkt Hydroxylamin leicht als Ampholyt.

## Mutagene Wirkung
Hydroxylamin wandelt Cytosin durch Hydrolyse zu Uracil um. Uracil paart aber im Gegensatz zu Cytosin mit Adenin, sodass sich das Basenpaar C-G nach zwei Replikationen zu T-A umwandelt. Da Uracil jedoch in der DNA nicht vorkommt, werden solche Fehler leicht erkannt und korrigiert.

## Verwendung
Der größte Teil des industriell hergestellten Hydroxylamins wird mit Aldehyden oder Ketonen zu Oximen umgesetzt. 97 % der Weltjahresproduktion von Hydroxylamin wird zur Gewinnung von Cyclohexanonoxim aus Cyclohexanon verwendet, das über Caprolactam in Polyamid 6 umgewandelt wird (siehe Beckmann-Umlagerung). Außerdem findet es auch Verwendung in der Neber-Umlagerung.